# Cenote

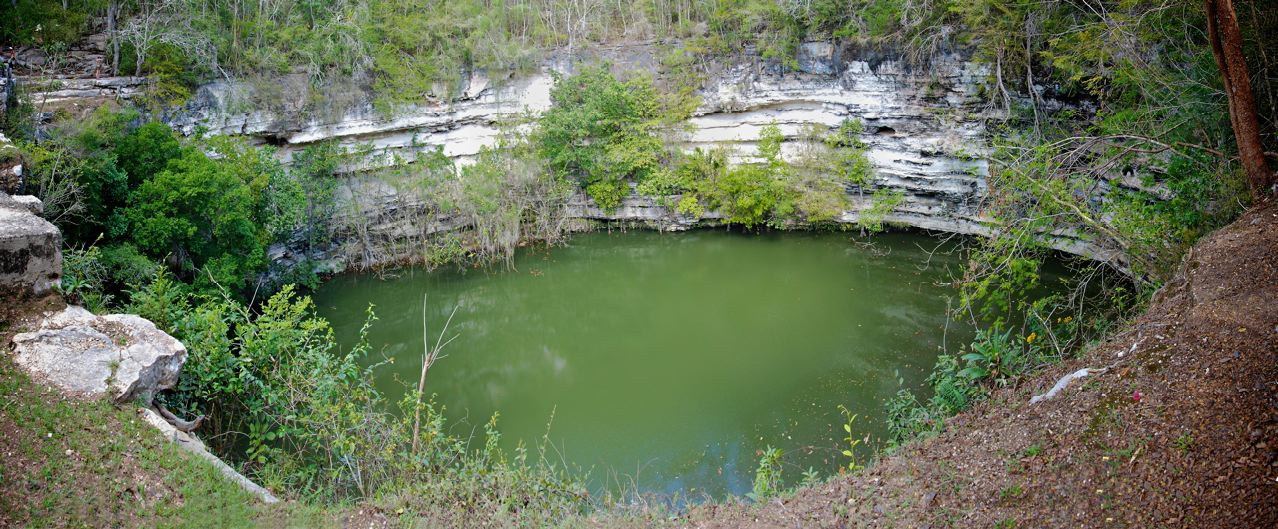
Święta studnia cenote w Chichén Itzá

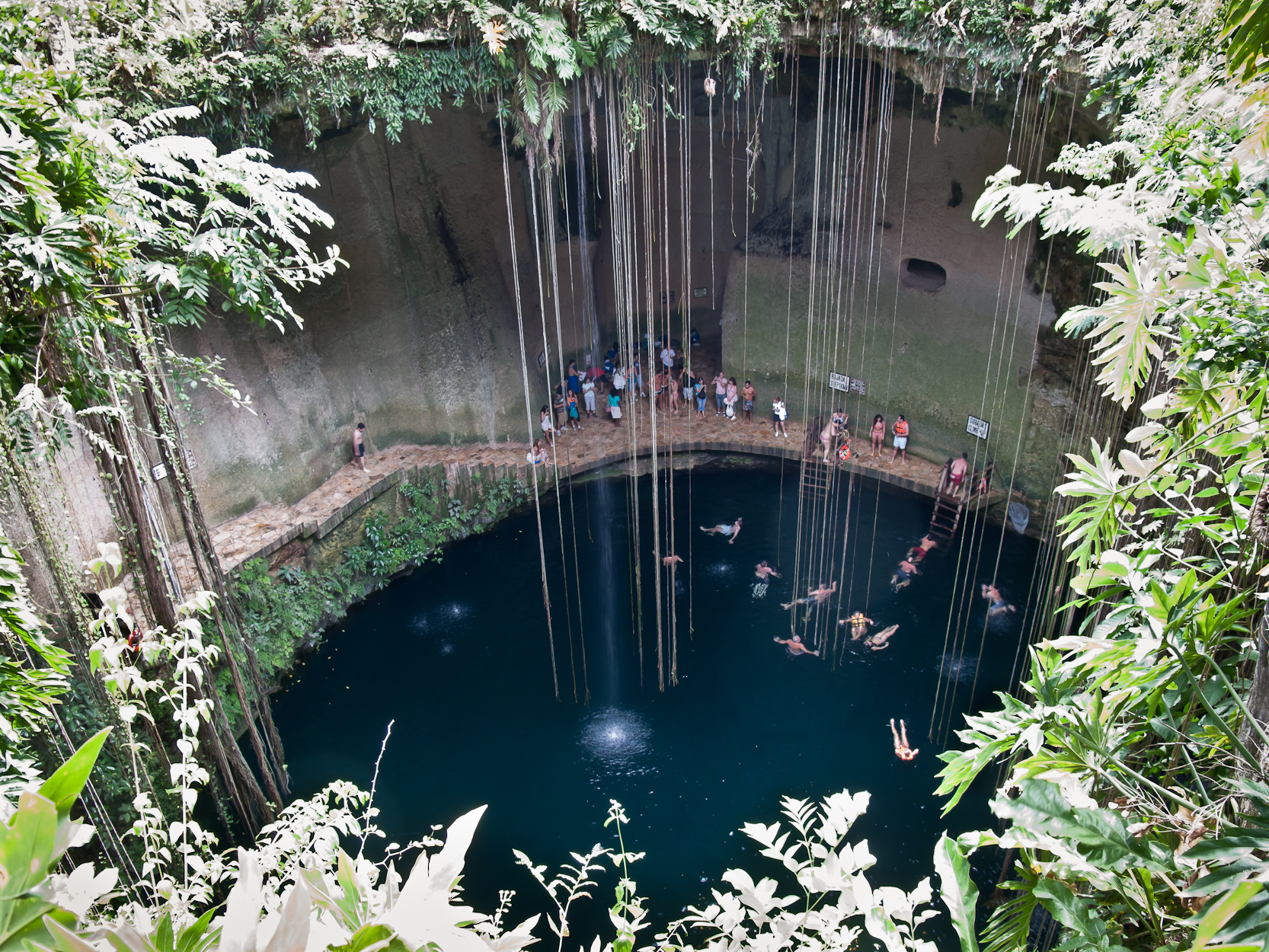
Cenote Ik Kil koło Chichén Itzá

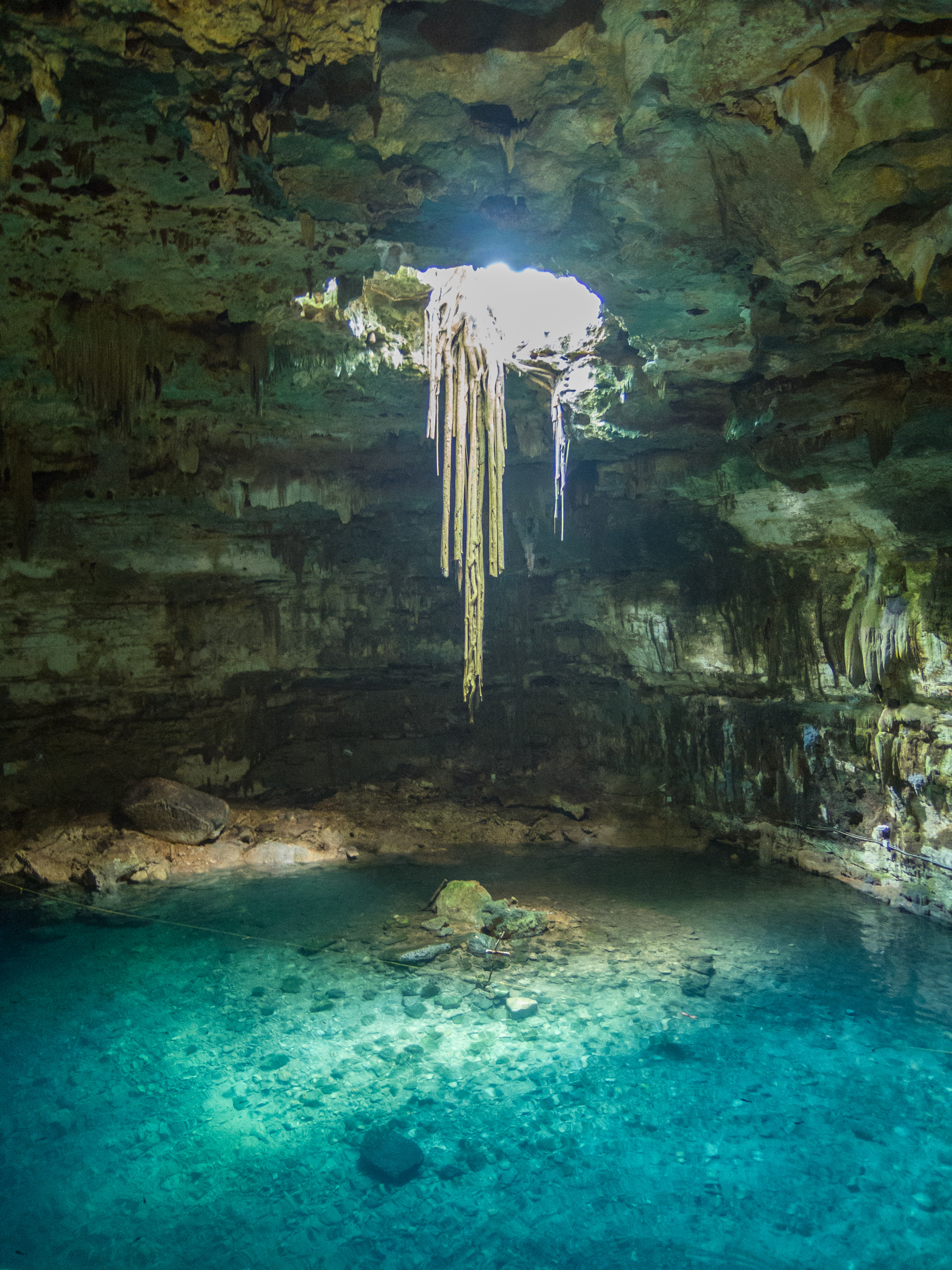
Cenote w Valladolid

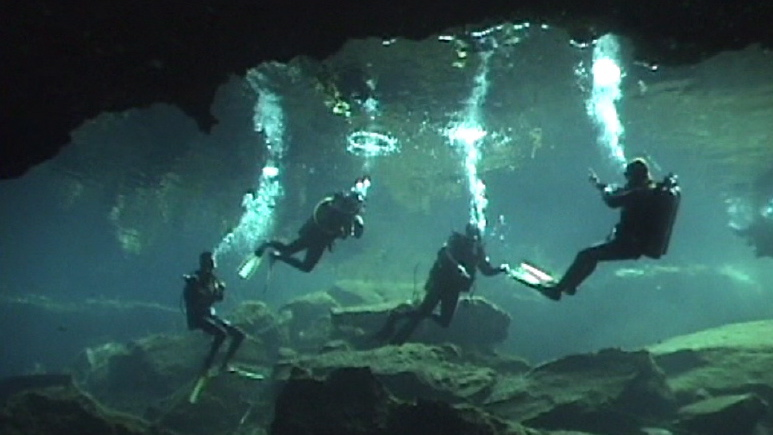
Nurkowanie w cenocie w Tulúm

Cenote [seˈnoˌte], z języka maya dzonot – odmiana lejów zapadliskowych charakterystyczna dla równin wapiennych Meksyku i Kuby. Leje te mają kolisty kształt i pionowe ściany i wypełnione są wodą do zwierciadła wód podziemnych. 

## Cenoty w kulturze Majów
Ze względu na ograniczone opady i brak rzek, cenoty były dla Majów podstawowym źródłem wody i to przez cały rok. Duże miasta, takie jak Chichén Itzá budowano więc wokół tych naturalnych studni. Niektóre z nich pełniły również ważną rolę rytualną, związaną z kultem boga deszczu i wody Chaaka, który zgodnie z dawnymi wierzeniami, miał w takich studniach krasowych mieszkać. Wierzono również, że studnie te prowadzą w zaświaty. Dokonywano również ofiar z ludzi. Znaleziska archeologiczne obejmują zarówno liczne szkielety, jak i przedmioty związane z kultem. Na przykład na terenie świętej cenoty (cenote sagrado) na terenie strefy archeologicznej Chichén Itzá, znaleziono liczne ludzkie szczątki, z czego około 80% kości pochodziło od dzieci w wieku pomiędzy 3 a 11 rokiem życia.

## Cenoty współcześnie
Współcześnie wiele z cenotów zostało zaadaptowanych przez człowieka do celów rekreacyjnych i turystycznych – w tym m.in. do zwiedzania, zażywania kąpieli, czy też do nurkowania.